# Laisse de mer

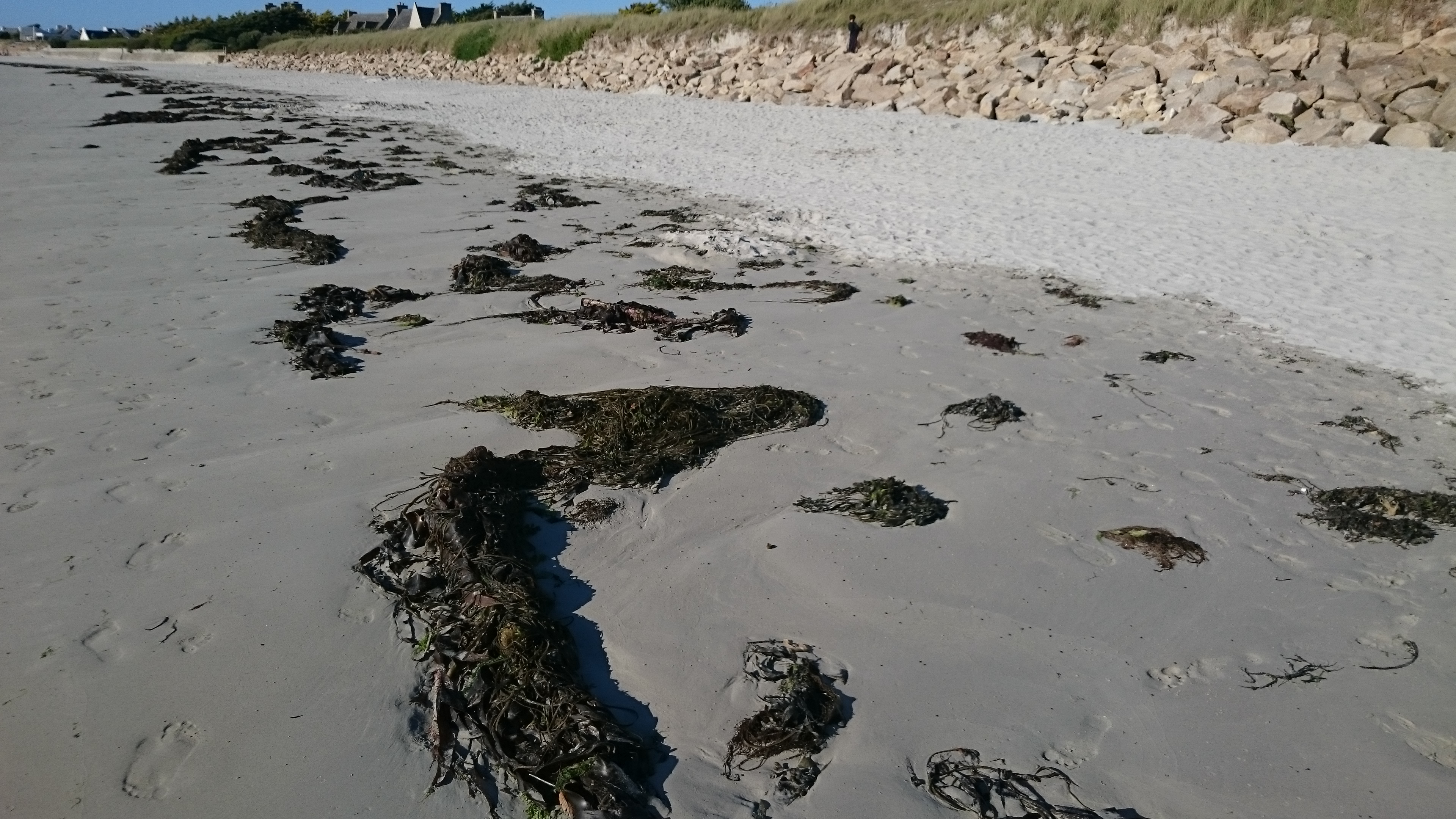
Laisse de mer, composée d'algues arrachées, sur la plage du Dossen à Santec, Bretagne, France.

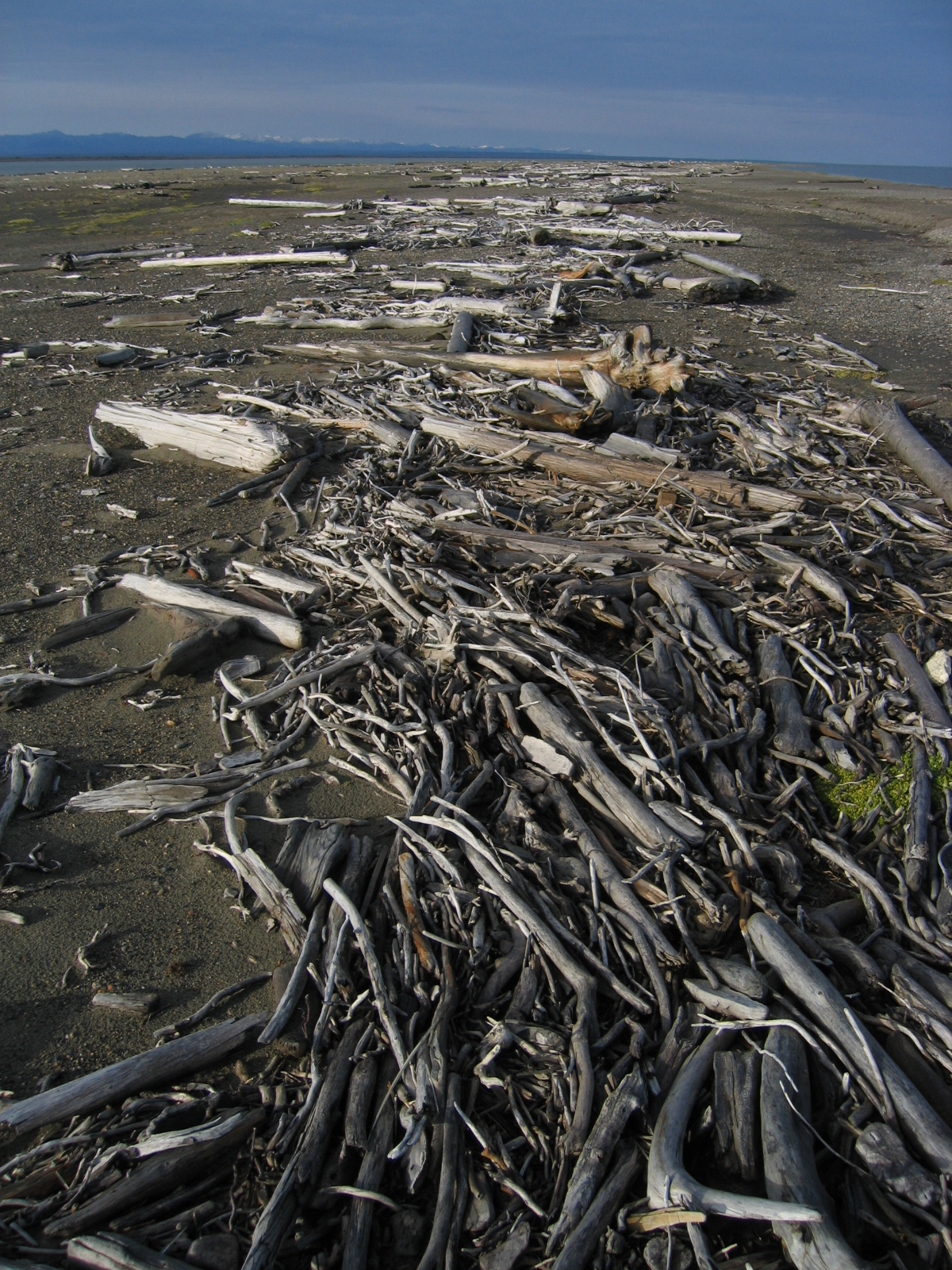
Selon les lieux et les courants, le contenu des laisses de mer change. Ici, sur la côte arctique boisée de l'Alaska, il s'agit essentiellement de bois flotté.

La laisse de mer est l'accumulation par la mer de débris naturels (coquillages, tests d'oursin, algues arrachées, éponges, os de seiche ou de calmar, œufs d'animaux marins, mues de crustacés, tubes calcaires de vers marins, méduses échouées, bois mort, etc.) ou d'origine anthropique, drossés à la limite supérieure du flot au gré des vagues, de la houle ou des tempêtes.
Les laisses de marée constituent un milieu naturel, maillon essentiel de l'écosystème côtier. Source d'engrais naturels pour les plantes pionnières du haut de plage, initiateur de la formation des dunes (grâce à la dégradation des débris naturels par les insectes et micro-organismes, permettant le développement d’une végétation pionnière), stabilisateur naturel du trait de côte, réservoir d'humidité pour de nombreuses espèces animales, le dépôt des laisses de mer est éliminé de manière drastique par les communes par souci d'offrir aux visiteurs des plages « propres ». Les opérations de ramassage mécanique (ratissage, cribleuses…) lors du nettoyage des plages (en) affecte les services écosystémiques fournis par les laisses de mer.
Cette partie de la litière marine qui se dégrade sur l'estran, est de plus en plus polluée par les déchets : macro-, micro- et nanoplastiques, mégots, galettes de pétrole issues des marées noires ou dégazage en mer, et autres déchets jetés ou perdus en mer par les navires (bouteilles et autres contenants, cordages, morceaux de verre polis par le sable, papiers divers), les engins de pêche perdus par les pêcheurs (filets en nylon, bouées) ou d'autres types de déchets apportés en mer par le vent ou les cours d'eau avant d'être rejetés sur la plage par les marées.
La laisse de mer dessine une bande qui trace la limite supérieure des eaux. Dans de nombreux pays, la laisse de basse mer ou de haute mer est utilisée pour cartographier la limite entre la terre et la mer.
La laisse de mer désigne parfois aussi les algues, composant le Goémon, déposées sur la zone intertidale (espace découvert entre les marées hautes et les marées basses).

## Un écosystème particulier

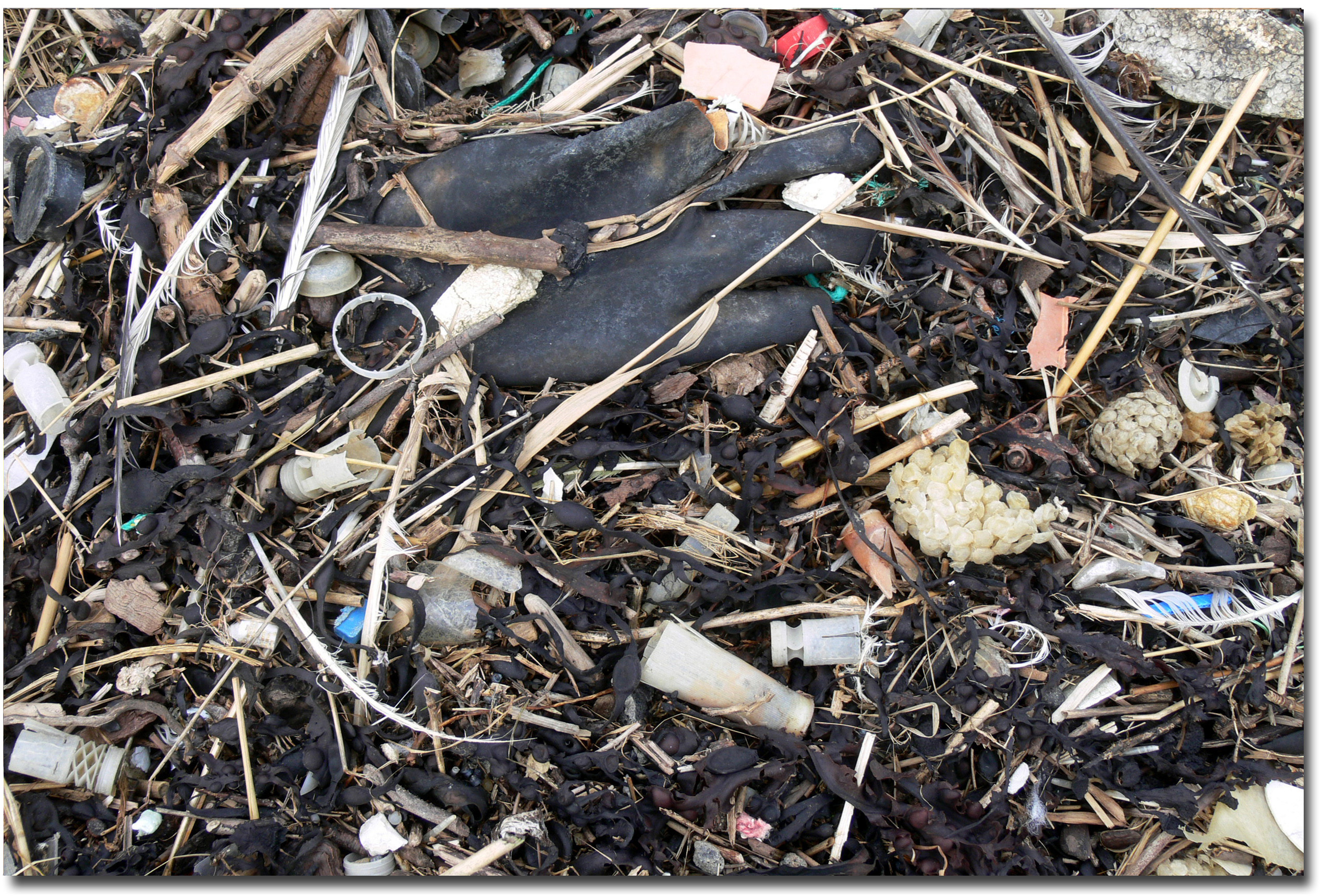
Partout dans le monde, les laisses de mer contiennent de plus en plus de macro et micro-déchets peu dégradables et/ou polluants. Elles peuvent aussi être polluées par des résidus de pesticides, des dioxines, PCB, etc.

Les laisses de mer constituent un écosystème qui possède plusieurs caractéristiques propres. Elles forment un habitat linéaire et un milieu transitoire accueillant à la fois la faune marine et terrestre. Elles ont des conditions de vie contraignantes (variations importantes et brusques de la température et évaporation rapide en surface du substrat), vent important, phases d'émersion et d'immersion, embruns salés.

### Cortèges fauniques
La laisse de mer accueille plusieurs cortèges d'espèces :
- consommateurs primaires de type détritivore : puces de mer ; des diptères tels que Stiphrosome des sables (en), les Coelopidae Coelopa pilipes (en)  et Coelopa frigida (en), les espèces de Fucellia comme Fucellia tergina, Fucellia maritima, les genres Ephydra et Hydromyza ; des coléoptères tels que Phaleria cadaverina et Cercyon littoralis ; des cloportes du type Armadillidium album ou des punaises phytophages du type Eurydema herbacea.
- consommateurs secondaires de type prédateurs de puces de mer (Nebria complanata (en)) et prédateurs de larves de mouches comme les staphylins des genres Remus, Cafius, Broscus cephalotes (en) et Aleochara obscurella[4].

La laisse attire également des prédateurs occasionnels, tels que l'araignée Arctosa perita (espèce typique des côtes sableuses et des landes à bruyères, spécialiste de la dune embryonnaire), elle-même chassée par le Pompile Pompilus cinereus (en), la guêpe fouisseuse Bembix rostrata ou la mouche Philonicus albiceps qui perce de son rostre la cuticule de diptères et de cicindèles.
Enfin, la laisse est une zone de gagnage (alimentation d'insectes et de crustacés) pour de nombreux oiseaux du littoral (Gravelots, Bécasseau variable et sanderling, Tournepierre à collier, Pipit maritime) qui peuvent utiliser cette zone de transition comme site de nidification.

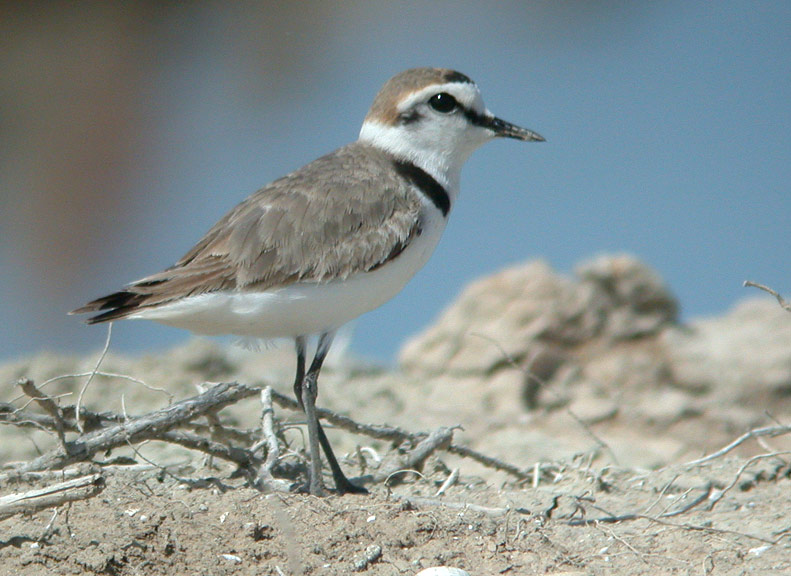
Pluvier à collier interrompu
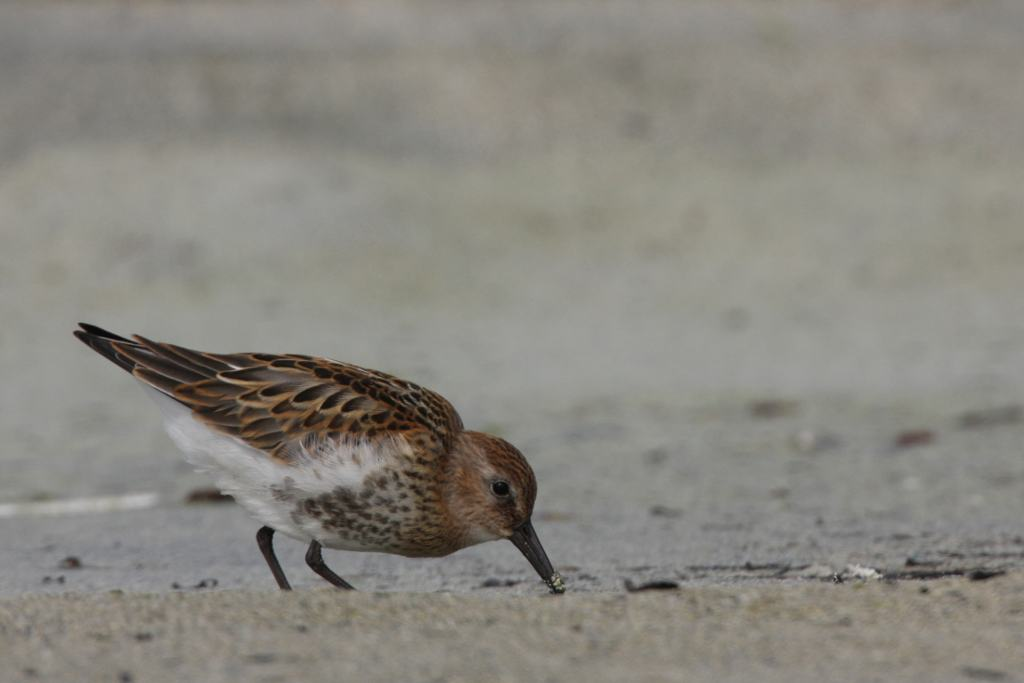
Bécasseau variable
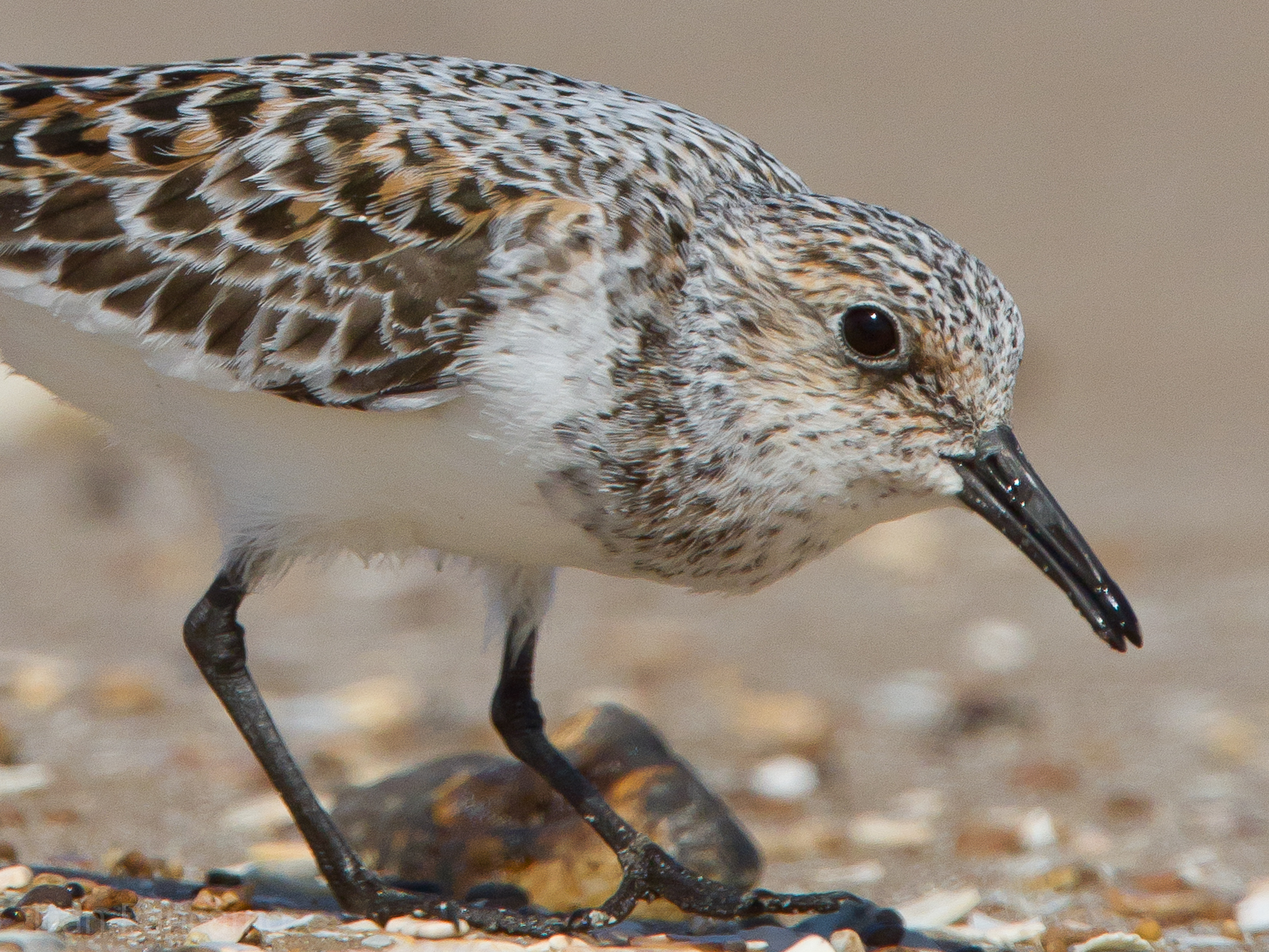
Bécasseau sanderling
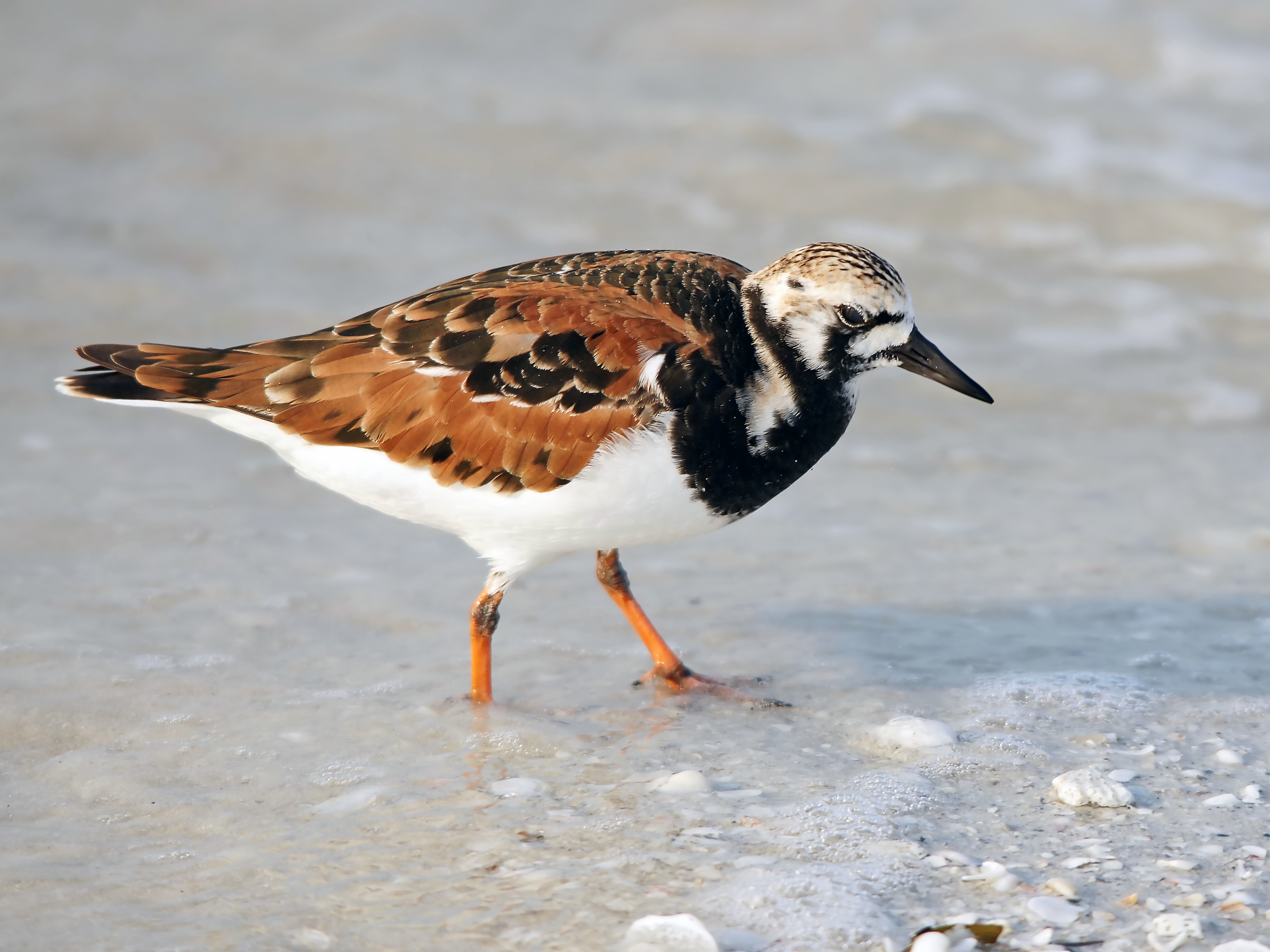
Tournepierre à collier
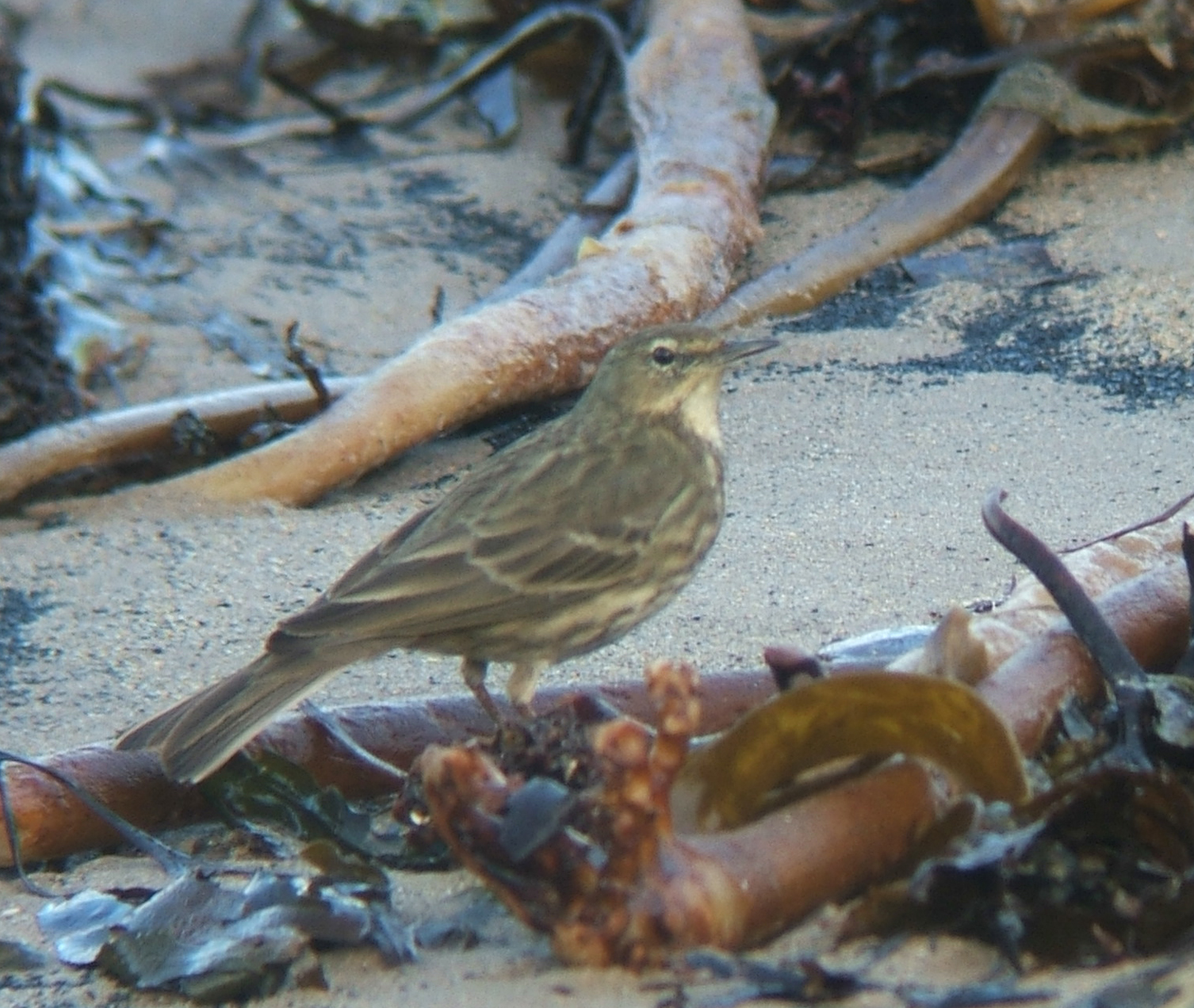
Pipit maritime

### Cortèges floristiques
Décomposée par les invertébrés, la laisse est l'apport principal en matière organique et minérale des espèces végétales des dunes. En se décomposant, elle devient l’« engrais » de la dune qui favorise le développement de plantes pionnières. Trois associations végétales occupent principalement la zone des laisses de mer de la façade atlantique, selon la rareté des matériaux organiques, l'exposition des plages aux vents, la mobilité du sable : le Cakiletum Islandicae des estrans de sable noir basaltique de la grande île volcanique du nord et de quelques plages lapones ; la Roquette de mer (Cakile maritima), l'Arroche des sables (Atriplex laciniata) et Bette maritime (Beta vulgaris subsp. maritima) sur les milieux sableux de climat tempéré, Arroche hastée (Atriplex hastata), Soude commune (Salsola soda), Soude maritime (Suaeda maritima) et Soude brûlée (Salsola kali ) sur les milieux vaseux ; association méditerranéenne à Euphorbia peplis et Polygonum spp. (dont Polygonum maritimum). Cette végétation thérophytique éparse, halonitrophile et migratoire peut aussi comprendre la carotte de Gadeceau (Daucus carota subsp. gadecei), Mertensie maritime (Mertensia maritima), Pavot des sables (Glaucium flavum), Giroflée des dunes (Matthiola sinuata).

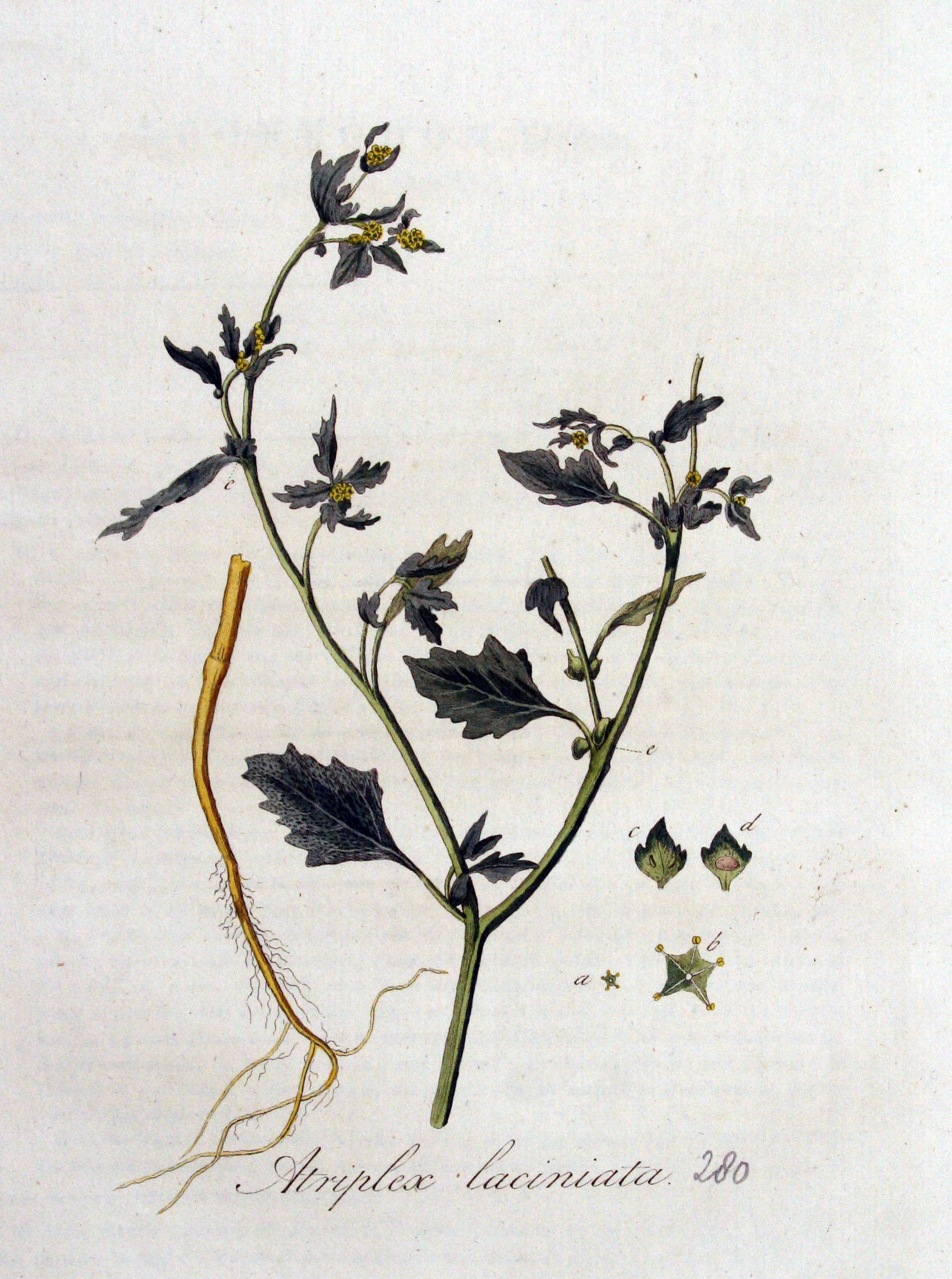
Arroche des sables
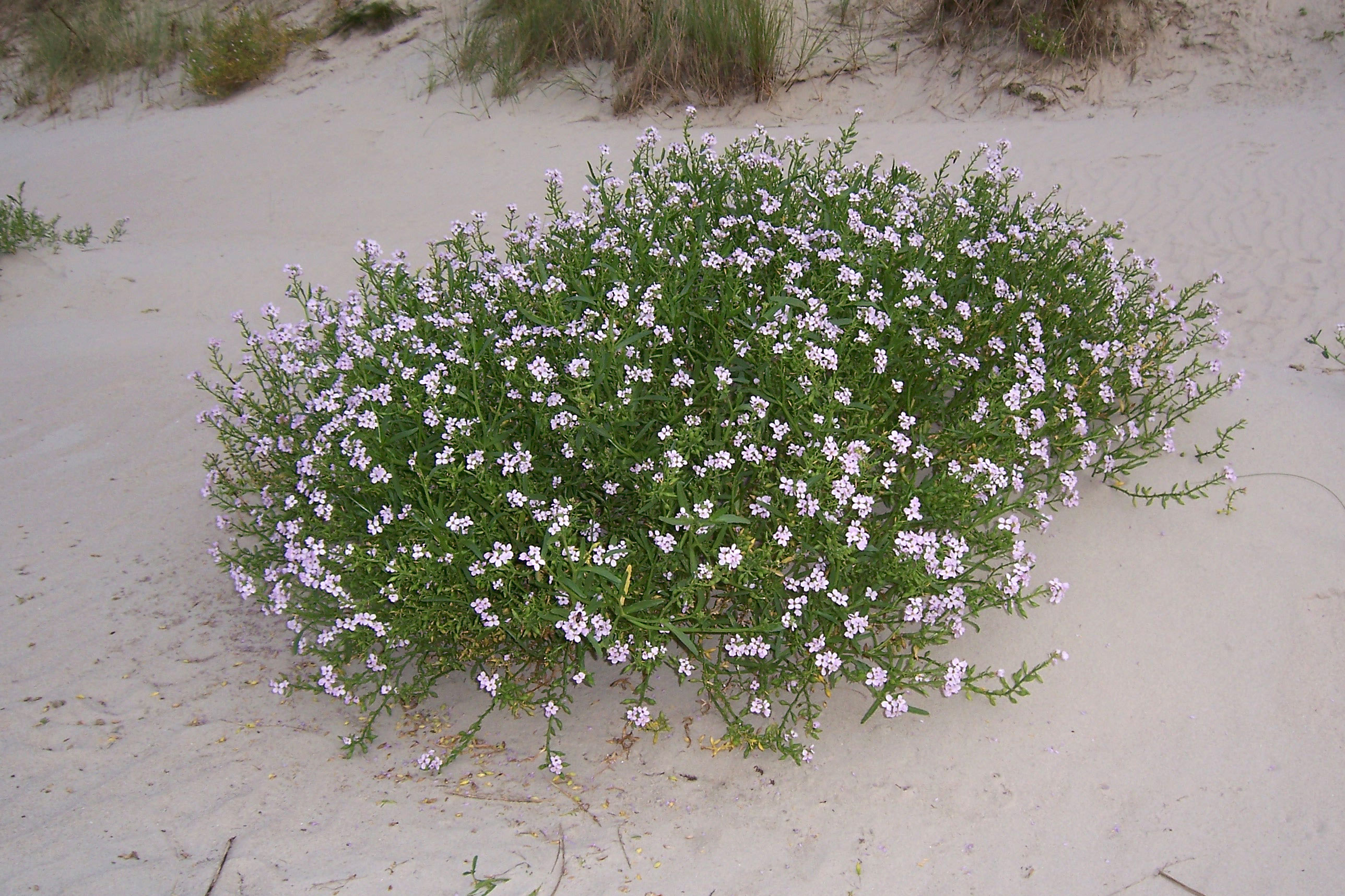
Roquette de mer
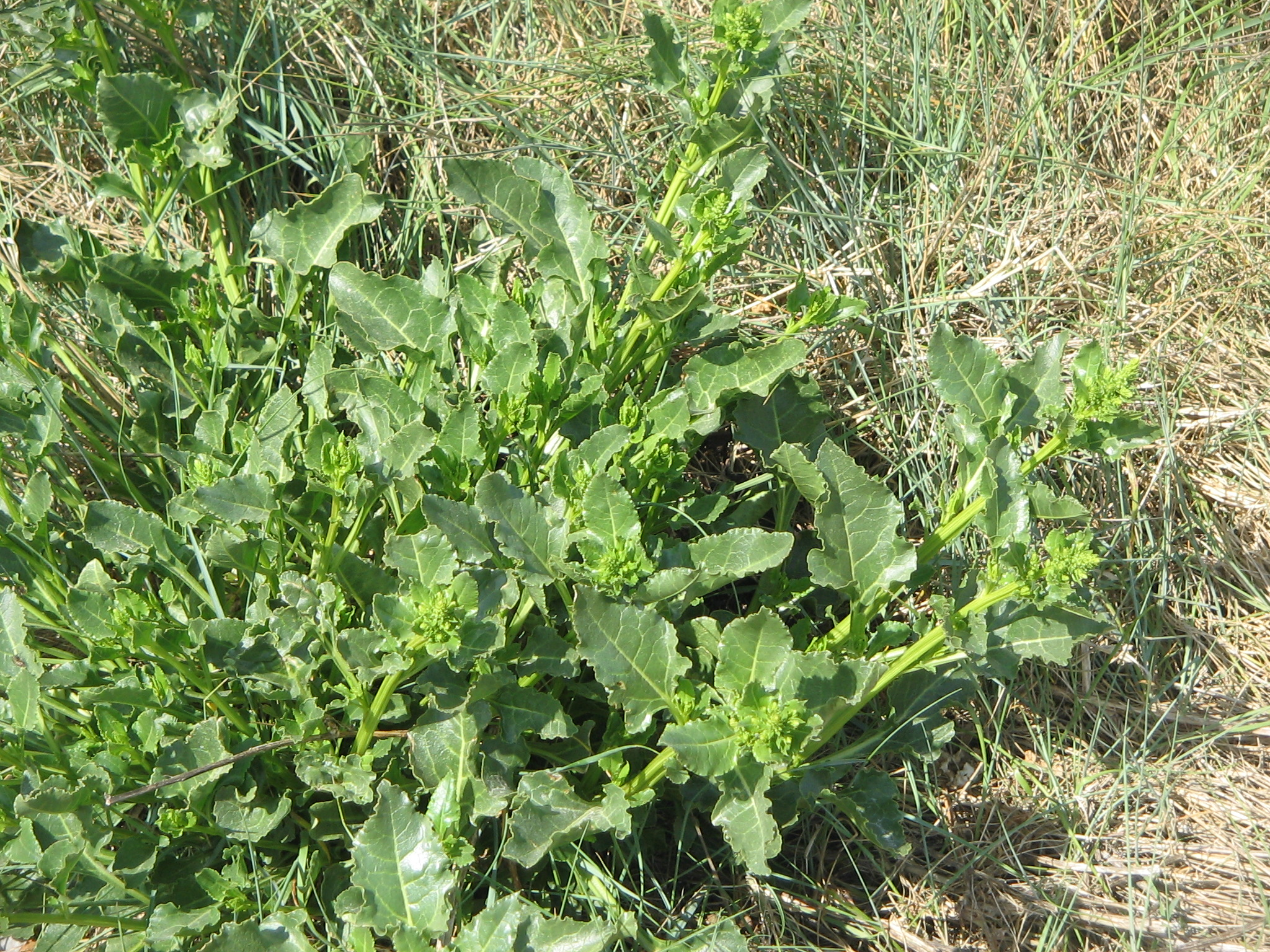
Bette maritime

### Rôle écologique
Les laisses de mer, lorsqu'elles ne sont pas polluées, ont un rôle écologique important. Grâce aux mucilages et mucus qu'elles contiennent, les algues échouées, vivantes ou mortes, même en plein soleil, conservent sous les laisses de mer un micro-climat frais et protégé des ultra-violets solaires, y abritant et nourrissant de nombreuses espèces qui vivent dans le sable (micro-organismes et crustacés essentiellement).
Une fois dégradées et minéralisées, elles deviennent une des sources de nutriments (organiques et minéraux, notamment le calcaire provenant de la fragmentation des coquillages) des plantes terrestres thérophytiques et halonitrophiles du haut de l'estran et des plantes (zostères, posidonies) et algues marines. Ainsi les organismes qu'elles nourrissent et abritent contribuent doublement à fixer les plages, les sables et sédiments dans les baies ou estuaires et le pied des premières dunes. Dans ce dernier cas, des fragments d'algues ou de coquillages (notamment les spirorbes dont les débris ne font pas plus que quelques dizaines de µm) sont facilement transportés par le vent vers les dunes embryonnaires.
Elles sont aussi la base d'une chaîne alimentaire tout à fait particulière où s'alimentent notamment les oiseaux, mais qui profite aussi aux alevins, crabes, etc. Sur le littoral, les hirondelles et de nombreuses autres espèces d'oiseaux utilisent des algues récupérées sur les laisses de mer pour fabriquer leur nid.
Sur cet écotone, on trouve outre des invertébrés typiquement terrestres (insectes essentiellement), des espèces tout à fait marines, et des espèces typiques de ces milieux, avec par exemple des Talitridae, dont Talitrus saltator (puces de mer accompagnées d'autres Amphipodes, du cloporte Tylos europaeus, du Forficule des sables Labidura riparia) qui est une nourriture très appréciée du gravelot. La nuit, les sangliers ne dédaignent pas venir fouiller les laisses de mer aux époques où ils peuvent y trouver des cadavres de poissons ou d'oiseaux. Peut-être trouvaient-ils autrefois là une nourriture intéressante pour sa richesse en iode, ils risquent aujourd'hui d'y consommer des produits plus toxiques.
Une étude menée en 2006 sur les plages de la Côte d'Azur a par ailleurs montré l'importance capitale de la laisse de mer pour certains coleoptères qui y trouvent soit un gîte, soit de la nourriture, soit les deux. L'étude montre que parmi dix plages étudiées, les deux seules non soumises au ramassage de la laisse de mer (car inaccessibles aux engins) étaient les seules sur lesquelles une espèce de coléoptères (Phaleria bimaculata) de la famille des Ténébrionidés, se nourrissant dans la laisse, était présente. Le ramassage sur les autres plages, en éliminant la source de nourriture, avait par conséquent provoqué la disparition de cette espèce.

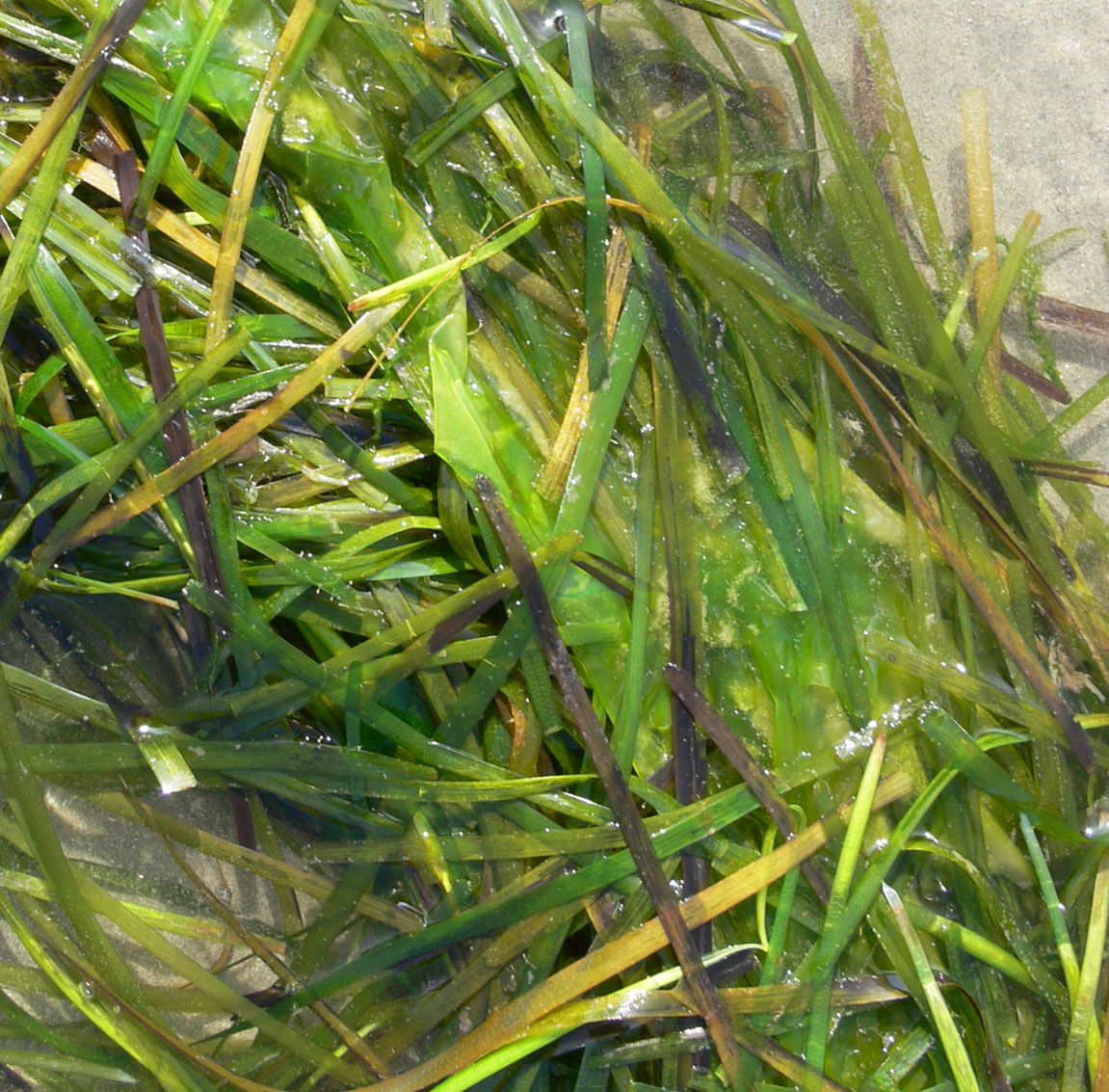
Fait assez inhabituel sur la façade atlantique, cette laisse de mer est principalement constituée de feuilles de zostères.
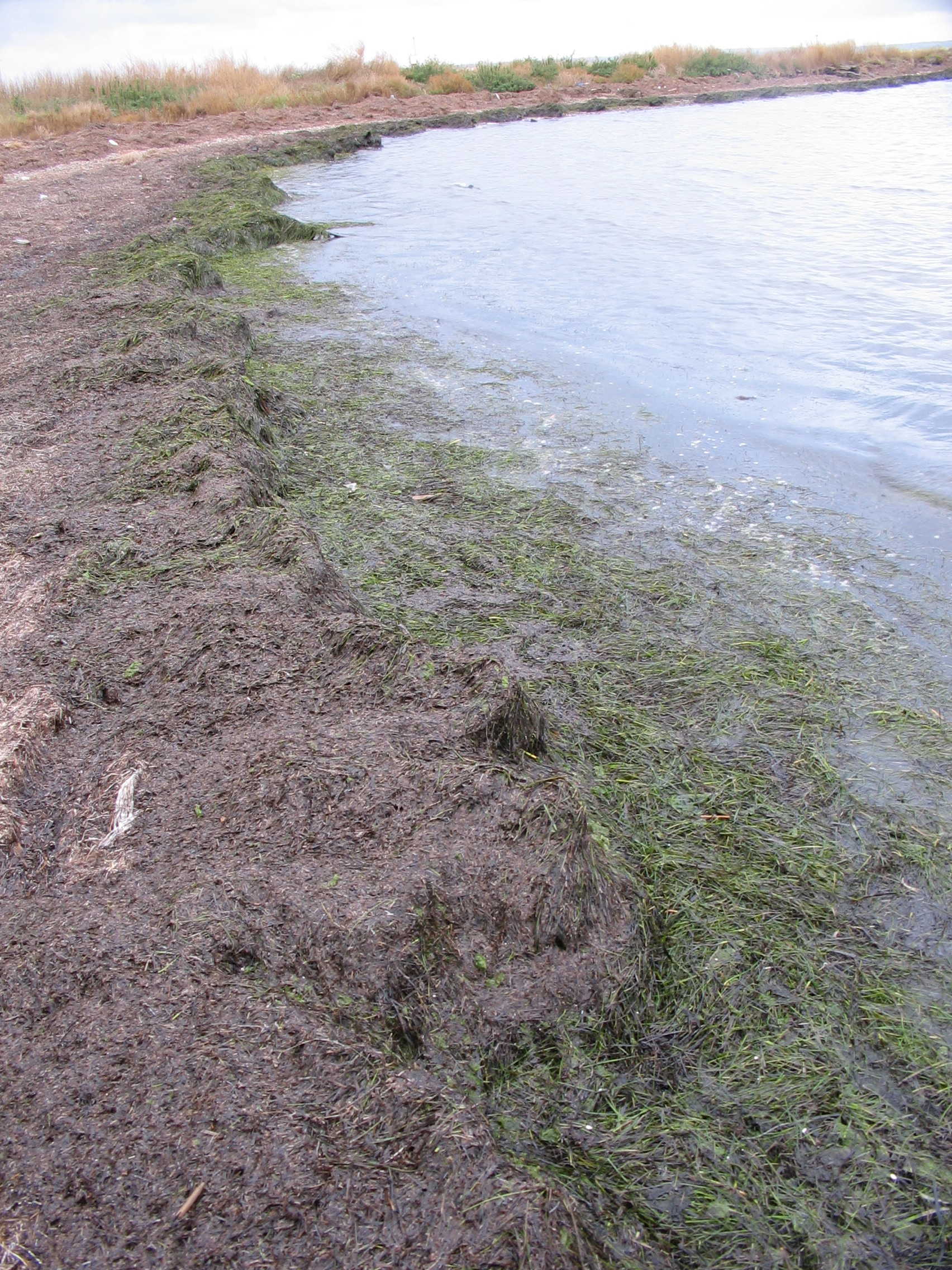
Banquettes de Zostère naine

### Rôle géomorphologique
Outre ce rôle biologique, les laisses de mer ont également un rôle géomorphologique : une laisse de mer importante en hiver amortit les vagues de tempête et limite l'érosion marine de la plage par le jet de rive (en) et la nappe de retrait, mais aussi l'érosion éolienne (déflation importante en mortes-eaux qui laissent le sable de haut estran sec, donc mobilisable) en freinant le vent au sol, en couvrant le sable sec ou en apportant des sédiments (les algues de laisse enserrent dans leurs crampons sable et galet).

## Le choix du nettoyage en zone touristique

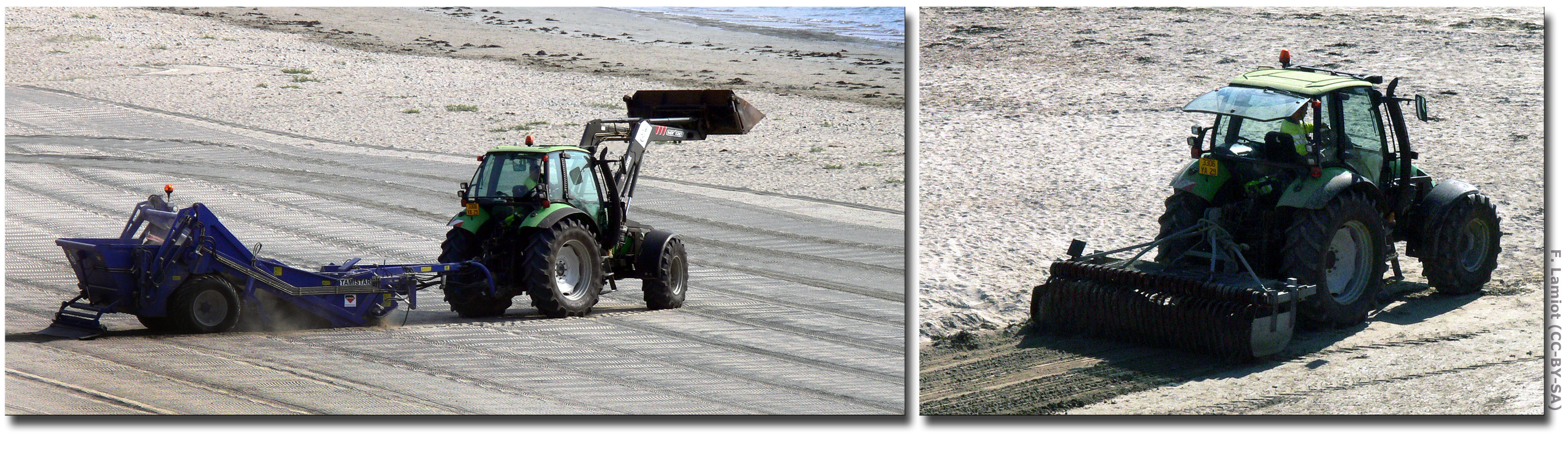
Différentes techniques de nettoyage mécanique ont été développées pour l'agrément des touristes.

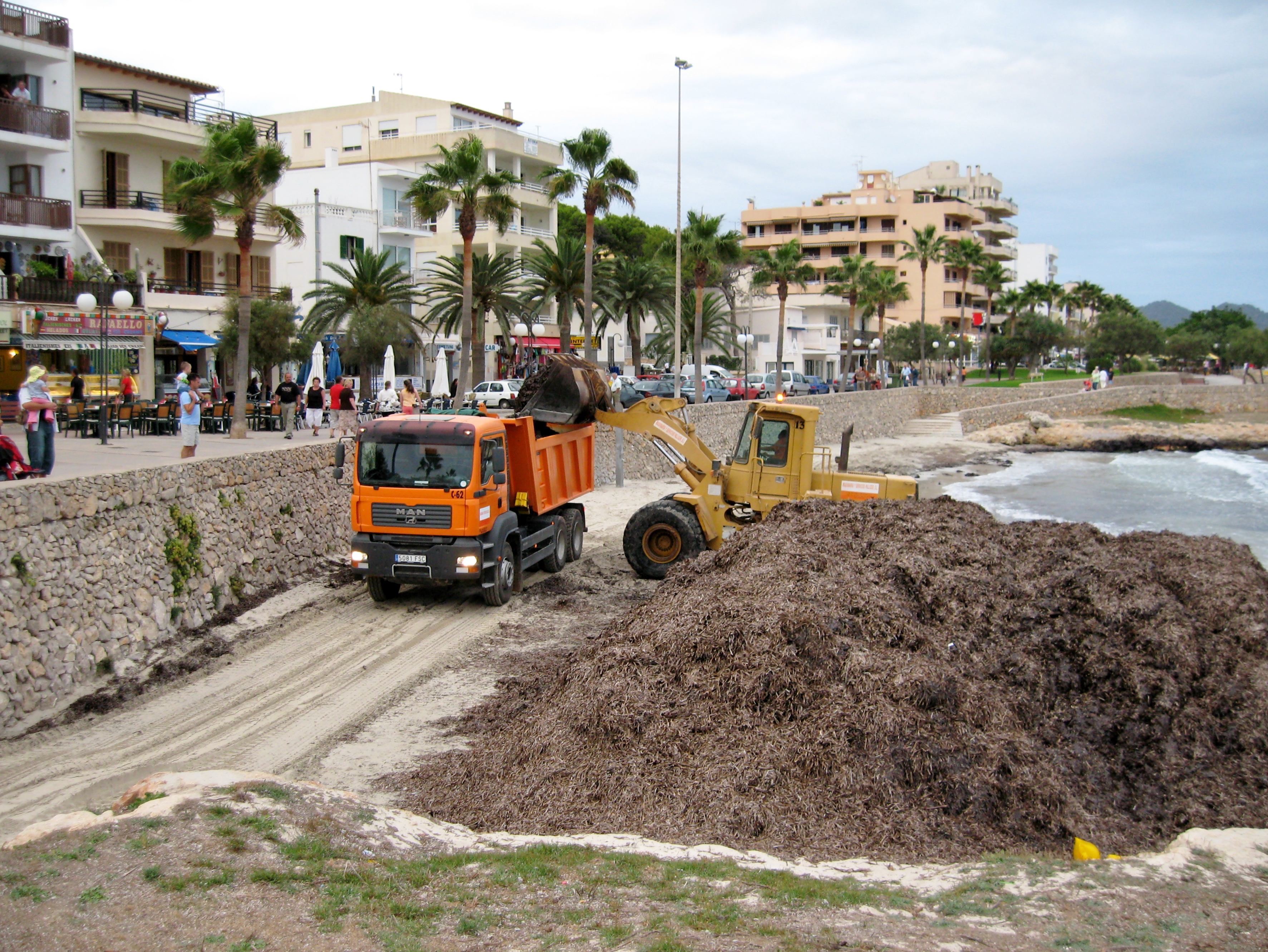
Plage de Cala Millor, Son Servera, Mallorca (Espagne).

Il existe une forte pression des communes littorales pour nettoyer mécaniquement les laisses de mer afin de présenter aux touristes des plages « propres ».
Cela semble utile là où des proliférations anormales d'algues vertes se produisent en raison d'une eutrophisation ou dystrophisation induite par les apports à la mer des excès de nitrates et phosphates agricoles ou émis par les stations d'épuration. Une autre source de risque peut être constituée localement par des nitrates issus de munitions immergées, lesquelles peuvent également perdre des toxiques de combat de type ypérite, chloropicrine, etc.
Le 12 septembre 1993, 20 000 détonateurs sont perdus par le cargo chypriote Mary-H et rendent impraticables des centaines de kilomètres de côtes du Finistère aux Pyrénées Atlantiques,. Le 9 décembre de la même année, le cargo français Sherbro perd dans une tempête, au large du Cotentin, 91 conteneurs avec de la nitrocellulose et des pesticides : des dizaines de milliers de sachets de pesticides se répandent sur le littoral du Pas-de-Calais et de la Manche, mais aussi sur les plages allemandes et néerlandaises.
Ces objets se retrouvent dans les laisses de mer qu'il convient donc de surveiller. Il est également nécessaire de nettoyer les déchets anthropiques habituels : bois traité, filets de nylon, qui peuvent encore piéger des oiseaux, divers produits dangereux pour l'environnement ou pour ceux qui fréquentent les plages.
Le ramassage mécanique de la laisse de mer doit cependant être rationalisé :
- intervention minimale dans le temps (plages horaires restreintes, que certains jours de la semaine) des engins mécaniques sur la zone naturelle que constitue la plage
- respect du voisinage quant à la pollution sonore due aux engins mécaniques
- privilégier le ramassage manuel au ramassage mécanique : tout doit être mis en œuvre pour éviter le ramassage mécanique
- intervention non systématique : pas de ramassage hors période touristique ou à fort coefficient de marée
- idéalement les déchets collectés doivent être ramassés et mis en décharge (et non déposés à quelques centaines de mètres)
- uniquement et strictement les zones de baignade doivent être concernées
- sensibiliser la population et les élus de l'utilité de la laisse de mer

La laisse de mer ramassée contient des éléments naturels provenant de la mer (algues, etc.) mais aussi des déchets flottants d'origines diverses (bateaux, etc.) et des déchets déposés sur la plage par les vacanciers.
Si on ne peut pas facilement agir sur ce qui vient de la mer, il faut impérativement sensibiliser les vacanciers à ne pas jeter d'ordures sur la plage. Il peut être intéressant de prévoir des poubelles mais lorsque ces dernières ne sont pas vidées régulièrement, cela ne règle pas le problème. Ces déchets, souvent des emballages plastiques ou canettes métalliques, seront en moins à ramasser mécaniquement.
Du point de vue du développement durable, les écologues recommandent de préserver la partie naturelle des laisses de mer, tout particulièrement au pied des dunes qu'elles contribuent à fixer, ou de privilégier le nettoyage manuel afin de conserver la biodiversité (certaines espèces sont exclusives de la laisse de mer au sens strict, ou sont des préférentielles) de cette faune patrimoniale. La fragmentation de cet habitat linéaire menace en effet l'arthropofaune typique, induisant une plus grande fragilité pour les communautés. Les communes littorales développent dans ce sens des actions de sensibilisation du public, local ou estivants.